# دی مگنت

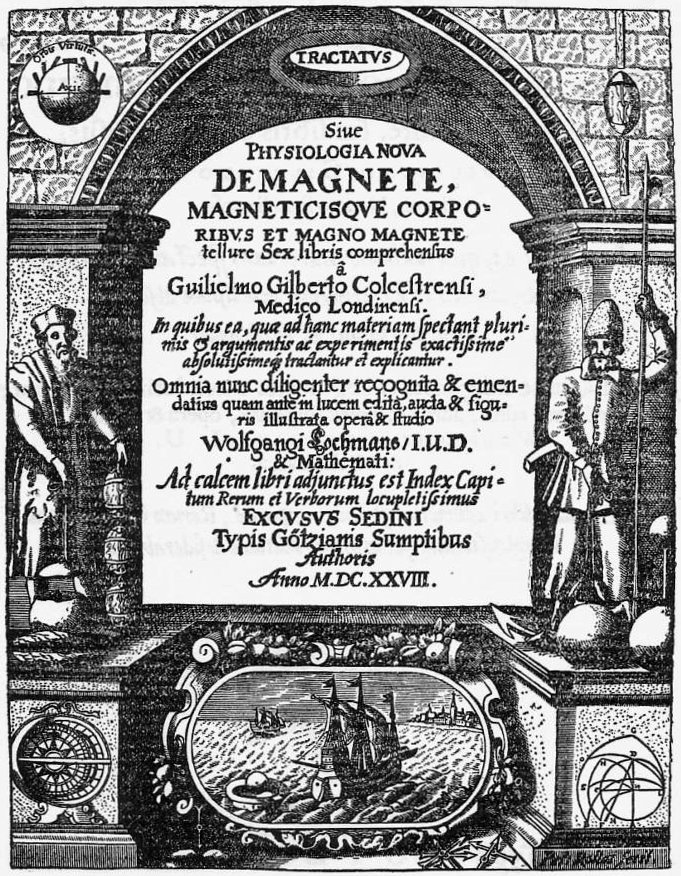
صفحهٔ عنوان این کتاب

De Magnete, Magneticisque Corporibus, et de Magno Magnete Tellure (در آهنربا و جسم‌های مغناطیسی، و در زمین آن آهنربای بزرگ) یک کار علمی در ۱۶۰۰ توسط دانشمند انگلیسی ویلیام گیلبرت است. این کتاب بسیار تأثیرگذار و موفق بود و خیلی زود الهام‌بخش بسیاری از نویسندگان معاصر، از جمله فرانسیس گودوین و مارک ریدلی شد.